# Bolesław (gmina, Dąbrowa)
Pour les articles homonymes, voir Bolesław.
Bolesław est une gmina rurale du powiat de Dąbrowa, Petite-Pologne, dans le sud de la Pologne. Son siège est le village de Bolesław, qui se situe environ 15 km au nord-ouest de Dąbrowa Tarnowska et 73 km à l'est de la capitale régionale Cracovie.
La gmina couvre une superficie de 35,41 km2 pour une population de 2 868 habitants.

## Géographie
La gmina inclut les villages de Bolesław, Kanna, Kuzie, Pawłów, Podlipie, Samocice, Strojców, Świebodzin et Tonia.
La gmina borde les gminy de Gręboszów, Mędrzechów, Nowy Korczyn et Olesno.